# EPPO-Code
Der EPPO-Code, früher auch Bayer-Code genannt, ist ein System zur schnellen Identifikation von Schadorganismen in landwirtschaftlich genutzten Kulturpflanzen und hat sich besonders in der Herbologie durchgesetzt. Der EPPO-Code wird von der European and Mediterraneaen Plant Protection Organization (EPPO) verantwortet.
Bei den Schadorganismen werden Pflanzen, Tiere und Krankheiten mit einem eindeutigen Code benannt. Die Pflanzen werden durch einen 5-stelligen Buchstaben-Code gekennzeichnet. Bei anderen Organismen sind es 6 Buchstaben. Meist sind die Abkürzungen aus den wissenschaftlichen Namen abgeleitet. So ist zum Beispiel der EPPO-Code für Mais (Zea mays) ZEAMA oder der für Kraut- und Braunfäule (Phytophthora infestans) der Kartoffel und Tomate PHYTIN. Der Vorteil dieses Codes besteht darin, dass er, wenn er einmal erstellt ist, immer gleich bleibt. So unterliegt  er nicht den laufenden Änderungen und Revisionen, wie sie für die wissenschaftlichen Namen häufig sind und schließlich zu einer ganzen Reihe von Synonymen führten und führen.
Ursprünglich kam der Code vom Pflanzenschutzmittelhersteller Bayer CropScience, wird jedoch heute von der EPPO geführt und deshalb auch als EPPO-Code bezeichnet.